# Coeneo de la Libertad

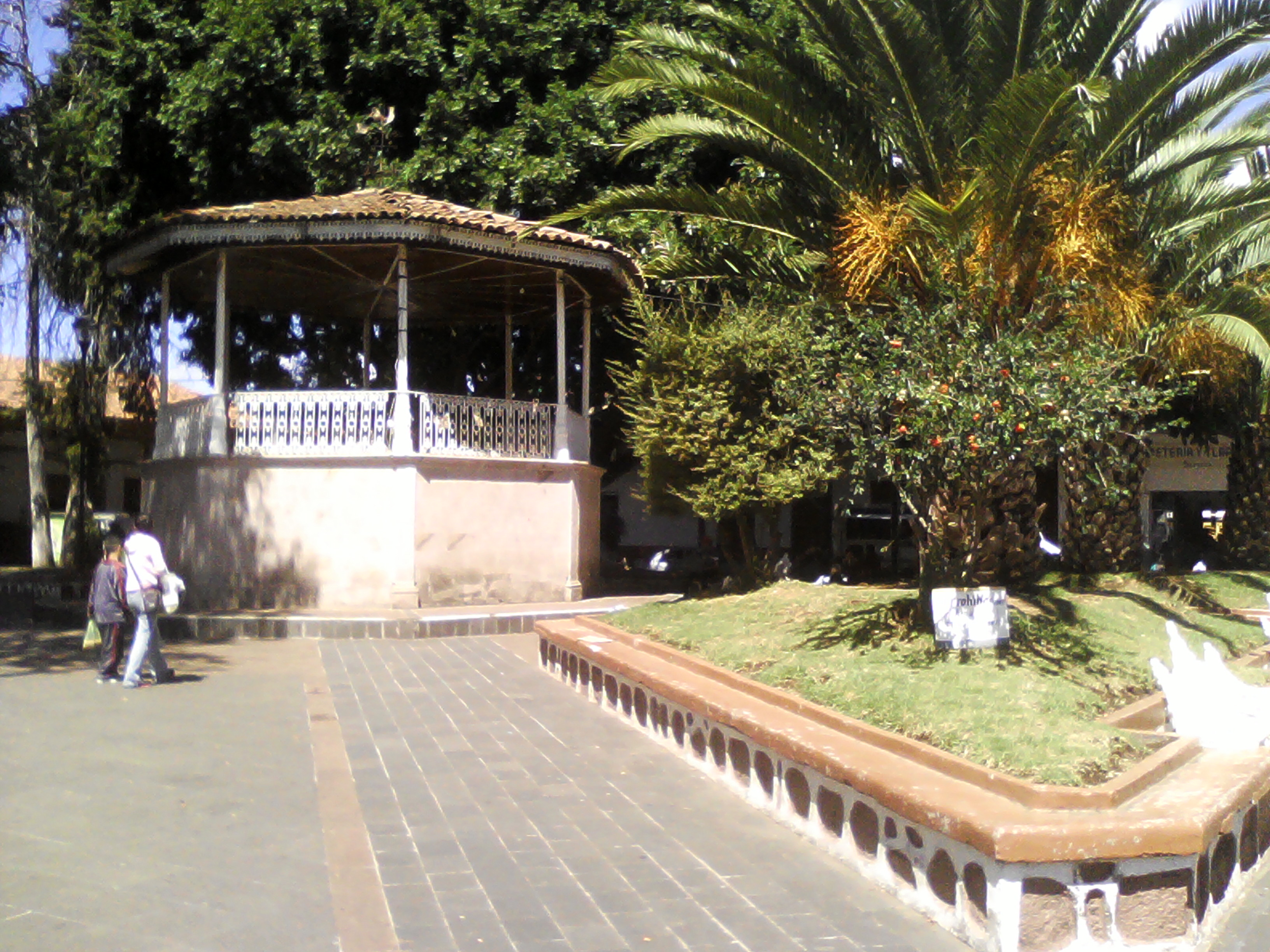

Coeneo de la Libertad är en kommunhuvudort i Mexiko.   Den ligger i kommunen Coeneo och delstaten Michoacán de Ocampo, i den södra delen av landet, 260 km väster om huvudstaden Mexico City. Coeneo de la Libertad ligger 2 043 meter över havet och antalet invånare är 4 185.
Terrängen runt Coeneo de la Libertad är kuperad åt sydost, men åt nordväst är den platt. Runt Coeneo de la Libertad är det ganska tätbefolkat, med 108 invånare per kvadratkilometer. Närmaste större samhälle är Quiroga, 18,5 km söder om Coeneo de la Libertad. I omgivningarna runt Coeneo de la Libertad växer huvudsakligen savannskog.